# Афанасьев, Борис Васильевич
Бори́с Васи́льевич Афана́сьев (28 июля 1933, Москва — 15 апреля 1997, Москва) — советский и российский валторнист и педагог.

## Биография
Борис Афанасьев окончил Московскую государственную консерваторию по классу А. И. Усова. В 1952 году он стал артистом оркестра Большого театра, а в 1954 — Большого симфонического оркестра Всесоюзного радио и телевидения. Во время работы в этом оркестре он также был участником квинтета духовых инструментов камерного ансамбля Всесоюзного радио. В 1957 году Афанасьев занял первое место на международном конкурсе исполнителей на духовых инструментах в Москве, а в 1959 выиграл первую премию на Международном конкурсе «Пражская весна». С 1977 Афанасьев был солистом симфонического оркестра Московской филармонии, а с 1984 — государственного камерного оркестра «Виртуозы Москвы». С 1965 года Борис Афанасьев преподавал в Московской консерватории. Ему принадлежат несколько методических сочинений по обучению игре на медных духовых, а также работы по истории исполнительского искусства.